# Chaerophyllum oligocarpum
Chaerophyllum oligocarpum là một loài thực vật có hoa trong họ Hoa tán. Loài này được Post ex Boiss. mô tả khoa học đầu tiên năm 1888.